# P/2010 WK LINEAR
La cometa P/2010 WK (LINEAR) è una cometa periodica appartenente alla famiglia delle comete gioviane.
È stata scoperta il 17 novembre 2002 ed allora fu ritenuta un asteroide. Successivamente gli elementi orbitali attirarono l'attenzione dei partecipanti al Programma T3, un gruppo di ricerca internazionale sulle comete principalmente costituito da astrofili, che ne analizzarono le caratteristiche rivelandone nel dicembre del 2010 la natura cometaria.
Il 10 agosto 2010, la cometa era stata nuovamente osservata, ma non riconosciuta. Le era stata pertanto attribuita una nuova designazione provvisoria, anche in questo caso asteroidale: 2010 PB57. L'errore è stato identificato da Syuichi Nakano nel gennaio del 2011. La cometa è stata riosservata il 18 luglio 2024  e quindi numerata definitivamente come 492P/LINEAR 